# Douglas Knob
Douglas Knob ist ein 2606 m hoher, isolierter Berggipfel im Südwesten des Yellowstone-Nationalparks im US-Bundesstaat Wyoming. Douglas Knob liegt östlich des Littles Fork des Bechler River im Süden des Madison Plateaus. 1962 benannte der damalige Chief Ranger William S. Chapman den Gipfel nach Joseph O. Douglas, einem frühen Park Ranger.

## Belege
1. ↑  Geonames: Douglas Knob. Abgerufen am 7. Januar 2021.
2. ↑  Whittlesey, Lee (1996): Yellowstone Place Names. Hrsg.: Wonderland Publishing Company. Gardiner, MT, ISBN 1-59971-716-6.